# Pasklepsviken
Pasklepsviken (estniska: Paslepa Laht) är en vik i västra Estland. Den ligger i Nuckö kommun i Läänemaa, 90 km sydväst om huvudstaden Tallinn. Den ligger på halvön Nuckös västra strand vid byn Pasklep. I vikens norra del ligger ön Umpa. Till söder avgränsas viken av udden Ramsholm och bortom den ligger Ose sund som skiljer Ormsö från Nuckö.